# Gonzalo Jara
Gonzalo Alejandro Jara Reyes (Hualpén, 1985. augusztus 29. –) chilei válogatott labdarúgó. Hátvéd.

## Sikerei, díjai
Colo-Colo
- Chilei bajnok (4): 2007 Apertura, 2007 Clausura, 2008 Clausura, 2009 Clausura

## Külső hivatkozások
- Gonzalo Jara a national-football-teams.com honlapján